# Jiří Kobza
Jiří Kobza (* 27. prosince 1955 Praha) je český politik, podnikatel a bývalý diplomat, publicista a spisovatel, od října 2017 poslanec Poslanecké sněmovny PČR, od roku 2024 zastupitel Středočeského kraje.

## Život
Vystudoval obor geologie na Přírodovědecké fakultě Univerzity Karlovy v Praze, kde získal titul Mgr. Absolvoval kurs politického marketingu na profesní titul MBA na Academia Rerum Civilium – Vysoká škola politických a společenských věd, která byla tou dobou v insolvenci.
Pracoval ve PZO Strojexportu v oddělení vývozu geologických prací do zemí Středního východu. Pracoval v Egyptě, v Jemenu, řídil pobočky mateřské firmy v Jordánsku a v Íránu. V roce 1992 se vrátil do České republiky a začal podnikat v oboru obchodního poradenství.[zdroj⁠?!]
Pracoval pro různé zahraniční firmy až do roku 2000, kdy nastoupil na Ministerstvo zahraničních věcí ČR jako obchodní rada na velvyslanectví v Teheránu. Ke konci diplomatické mise pracoval jako chargé d’affaires. Po ukončení diplomatické mise v roce 2004 v Íránu dál podnikal jako soukromý podnikatel až do roku 2008.[zdroj⁠?!]
Po návratu do České republiky zajišťoval v Zambii rozvojovou pomoc Ministerstva zdravotnictví ČR v letech 2008 až 2009 pro libereckou obecně prospěšnou společnost Hand for help. Po zemětřesení na Haiti zajišťoval na místě pro stejnou společnost podmínky pro dovoz a umístění darované české nemocnice. Po návratu do ČR podniká ve vlastní malé obchodní firmě.[zdroj⁠?!]
Je autorem návodu, jak se bránit proti islamizaci. V něm se například píše, že Češi mají venčit psy i prasata poblíž mešit. Muslimové totiž tato zvířata považují za nečistá. Dále podle něj každý zakoupený kebab přibližuje ČR blíže k islamizaci.
Jiří Kobza žije v Praze. Je rozvedený, žije s přítelkyní, má dvě dospělé děti z prvního manželství a dvě malé děti se současnou partnerkou. Mluví anglicky, německy, rusky, italsky a persky. Ve volných chvílích se věnuje rodině, hudbě a chová koně.
Za podporu propuštění arménských bojovníků zadržovaných v ázerbájdžánských vězeních po válce o Náhorní Karabach (Arceh)[kdy?] mu byla prezidentem Arménské republiky udělena zlatá Medaile vděčnosti.[zdroj⁠?!]

## Politické působení
V letech 1988–1989 byl členem KSČ.
V letech 2015–2025 byl členem hnutí SPD, v němž zastával post 2. místopředsedy klubu SPD Středočeského kraje.
V krajských volbách v roce 2016 kandidoval jako člen hnutí SPD na kandidátce subjektu „Koalice Svoboda a přímá demokracie – Tomio Okamura (SPD) a Strana Práv Občanů“ do Zastupitelstva Středočeského kraje, ale neuspěl. Ve volbách do Senátu PČR v roce 2016 kandidoval za hnutí SPD v obvodu č. 28 – Mělník, se ziskem 6,39 % hlasů skončil na 7. místě.
Ve volbách do Poslanecké sněmovny PČR v roce 2013 kandidoval jako nestraník za hnutí Úsvit ve Středočeském kraji, ale neuspěl. Podařilo se mu to až ve volbách v roce 2017, když byl za hnutí SPD zvolen poslancem v Praze, a to z pozice lídra kandidátky.
V komunálních volbách v roce 2018 kandidoval za hnutí SPD do Zastupitelstva hlavního města Prahy i městské části Praha 10, ale ani v jednom případě nebyl zvolen. Věnoval se rozsáhlé publikační činnosti, napsal a vydal mnoho článků a rozhovorů především pro Parlamentní listy a První zprávy. Napsal a v roce 2020 vydal knihu "S kůží na trh", obsahující politické úvahy, eseje a články. Za rok napsal další pokračování sbírku článků, úvah a politických esejí s názvem S kůží na trhu.
Ve volbách do Poslanecké sněmovny PČR v roce 2021 kandidoval za hnutí SPD na 4. místě kandidátky v Praze. Získal 3 149 preferenčních hlasů, skončil tak nakonec první a stal se poslancem.
V komunálních volbách v roce 2022 neúspěšně kandidoval do Zastupitelstva hlavního města Prahy z 16. místa kandidátky subjektu „SPD, Trikolora, Hnutí PES a nezávislí společně pro Prahu“. V roce 2022 kandidoval také do zastupitelstva Prahy 10, a to z 10. místa kandidátky subjektu „SPD, Trikolora a nezávislí kandidáti pro Prahu 10“, avšak nebyl zvolen.
Ve volbách do Senátu PČR v roce 2022 kandidoval za SPD v obvodu č. 22 – Praha 10. Se ziskem 10,6 % hlasů se umístil na 4. místě a do druhého kola voleb nepostoupil.
Ve volbách do Senátu PČR v roce 2024 kandidoval jako člen hnutí SPD za koalici „SPD, Trikolora“ v obvodu č. 38 – Mladá Boleslav. Se ziskem 8,51 % hlasů skončil na 4. místě, a senátorem se tak nestal.
V krajských volbách v roce 2024 byl zvolen zastupitelem Středočeského kraje, a to jako člen hnutí SPD na kandidátce subjektu „SPD, Trikolora a PRO“.
V červenci 2025 vystoupil z hnutí SPD kvůli nesouhlasu se směřováním hnutí. Krátce poté uvedl předseda hnutí Stačilo! Daniel Sterzik, že je připraven s Kobzou jednat o jeho případné kandidatuře ve sněmovních volbách v roce 2025 na kandidátce hnutí. Ve volbách do Poslanecké sněmovny PČR v roce 2025 nakonec kandiduje na 5. místě kandidátní listiny hnutí Stačilo! v Středočeském kraji.

## Šíření dezinformací
Dne 7. srpna 2022 zveřejnil na svém profilu na sociální síti Facebook názor propagující konspirační teorii popírající americké přistání na Měsíci. Již v roce 2018 tento politik propagoval konspirační teorii o tzv. chemtrails.
V září 2023 prohlásil v debatní pořadu Otázky Václava Moravce, že na svém pozemku poblíž Prahy pomocí Geigerova–Müllerova počítače naměřil zvýšené radioaktivní pozadí. Toto tvrzení dal do souvislosti s dodávkami munice s ochuzeným uranem na Ukrajinu. Pravidelné měření Státního úřadu pro jadernou bezpečnost žádné zvýšení radiace neprokázalo. Výroky poslance ostře kritizovala Dana Drábová, ředitelka Státního úřad pro jadernou bezpečnost.
Dne 28. prosince 2023, necelý týden po střelbě na Filozofické fakultě Univerzity Karlovy, obvinil na svém facebookovém profilu Filozofickou fakultu Univerzity Karlovy z toho, že vychovává další možné střelce. Výrok odsoudil ministr vnitra Vít Rakušan a další čeští politici. Od výroků se distancovala Barbora Šťastná, mluvčí strany Svoboda a přímá demokracie a také předseda strany Tomio Okamura. Česká konference rektorů se důrazně ohradila vůči výrokům poslance, které považuje za „naprosto šokující, překračující hranice slušnosti, morálky, dobrých mravů, ale i hranice lidskosti." Výroky poslance vnímá jako zneužití tragédie k sebepropagaci. Kobza svůj příspěvek na sociální síti smazal. Dne 9. ledna 2024 zveřejnil na svém profilu omluvu s tím, že smazaný výrok psal v rozrušení. Rektorka Univerzity Karlovy Milena Králíčková, v pořadu Reportéři ČT odvysílaném 8. ledna téhož roku uvedla, že musí chránit dobré jméno univerzity a kvůli výroku připravuje trestní oznámení. Vedení univerzity označilo poslancovu omluvu za nedostatečnou. Policie po prošetření konstatovala, že nedošlo ke spáchání trestného činu, a věc odložila.
Ve výběru poslancových výroků na serveru Demagog.cz bylo v lednu 2024 zaznamenáno celkem 32 výroků, z toho 9 bylo hodnoceno jako nepravdivé a 5 jako zavádějící.